# Desoutter Mk.I
Dimensions
Le Desoutter est un avion de liaison monoplan britannique fabriqué par la Desoutter Aircraft Company (en) à Croydon dans le Surrey.

## Conception et histoire
À la fin des années 1920, Marcel Desoutter, le célèbre pilote, crée la Desoutter Aircraft Company Ltd cocretisant son idée de fabrication sous licence et commercialisation de l'avion néerlandais Koolhoven FK41.
La conception moderne de cet avion avait beaucoup attiré l'attention.
La licence obtenue, Desoutter mis en place une unité de production à l'aérodrome de Croydon dans l'ancienne usine d'ADC Aircraft.
Le deuxième avion FK41 de production néerlandaise (immatriculé G-AAGC) livré à Croydon a été modifié par Desoutter et exposé à l'Olympia Aero Show de Londres en juillet 1929 et baptisé Desoutter Dolphin. Cet avion fut vendu plus tard à l'Afrique du Sud référencé ZS-ADX et mis en service dans la South African Air Force.
Le nom de Dolphin n'a pas été réutilisé, et l'avion de production britannique a été connu sous le nom de Desoutter, puis dans l'année suivante de Desoutter I. Le National Flying Services Ltd a passé une importante commande et reçu 19 avions. Ils étaient tous peints en noir et orange vif et devinrent bientôt un spectacle familier dans les aéro-clubs britanniques, où ils étaient utilisés pour l'instruction, vols de loisir et taxi.
Le premier avion destiné à un autre client quitta Croydon pour la Nouvelle-Zélande le 9 février 1930. Il a rallié Sydney, en Australie par les airs, le 13 mars 1930 et a été ensuite transporté par navire en Nouvelle-Zélande.
En 1930, une version améliorée, le Desoutter II, a été produite avec un moteur de Havilland Gipsy III, l’empennage et les ailes redessinés et des freins de roue.

## Production
Quarante-et-un avions ont été construits à Croydon : 28 MK.I et 13 Mk.II contrastant avec les six avions du FK41 original construits.

## Nouvelle-Zélande
Le Desoutter est également devenu célèbre en raison de son implication dans la première catastrophe aérienne en exploitation commerciale de Nouvelle-Zélande, qui a eu lieu six jours après le tremblement de terre Hawke Bay le 8 février 1931 près de Wairoa et qui a causé la mort des trois personnes à bord.
La Desoutter appartenant à Airlines Dominion et portant le code d'identification ZK-ACA effectuait trois allers et retours par jour entre Hastings et Gisborne, transportant des passagers et fret.

## Utilisation

### Australie
Fin 1931 les Australiens H. Jenkins et H. Jeffrey ont acheté le 30e appareil de la production à Iona National Air Taxis l'ont convoyé de Heston (en) à Sydney du 29 décembre 1931 à février 1932. Il fut ensuite vendu à L. Johnson MacKenzie, immatriculé VH-UEE Miss Flinders, et a ouvert un service régulier entre Launceston et Whitemark sur Flinders Island le trajet de 108 milles était en majorité au-dessus des eaux du sud est du Détroit de Bass.
La concurrence avec les services de transport maritime régulier par William Holyman & Sons a conduit à la création cette même année des Holymans Airways, précurseurs des Australian National Airways. Le VH-UEE est conservé au Queen Victoria Museum (en) de Launceston.
Trois autres Desoutter II ont été achetés par la Hart Aviation Services de Melbourne, dont l'un fit naufrage à Deal Island dans le détroit de Bass.

### Danemark
La Société danoise de l'air (Det Danske Luftfartselskab) a acheté en 1931 l'avant dernier Desoutter Mk.II fabriqué.
Cet avion, immatriculé OY-DOD, a été vendu, en 1934, au lieutenant Michael Hansen, et, l'année suivante, à la société Nordisk Luftrafik.
En 1938, il fut vendu à Nordjysk Aero Service, mais Michael Hansen a racheté l'avion la même année et l'a utilisé pour se rendre à Le Cap puis dans la Course aérienne Londres-Melbourne 1934 (MacRobertson Air Race).
L'avion a effectué le voyage de Mildenhall, en Angleterre, à Melbourne, en Australie en 129 h 47 min, il a gagné la 7e place de cette course à handicap.

### Finlande
Au cours de la guerre d'Hiver, la Croix-Rouge du Danemark a recueilli des fonds afin d'acheter un avion ambulance pour la Finlande. En octobre 1941, l'avion danois immatriculé OY-DOD a été acheté à cet effet et donné à la Finlande.
L'avion, piloté par Michael Hansen, s'est posé à Helsinki, en Finlande le 28 octobre 1941.
Le Mk.II aux couleurs à la fois de la force aérienne finnoise et de la croix rouge et a été utilisé jusqu'au 14 novembre 1944, comme avion de liaison et avion-ambulance. Après la guerre, les frères Karhumäki (en), qui étaient les constructeurs d'avion, ont acheté l'avion et l'ont vendu sans le moteur à Torsti Tallgren et Armas Jylhä à Tampere, qui l'a remis en état et il immatriculé OH-TJA le 17 novembre 1947. L'avion s'est écrasé près de Tampere le 4 décembre 1947.

## Versions
- Koolhoven FK41 - version néerlandaise d'origine, 6 construits
- Desoutter Dolphin - une modification par Desoutter du FK41
- Desoutter Mk.I (précédemment connu sous le nom Desoutter pendant quelques mois) - Fabrication britannique sous licence. queue modifiée, propulsé par un moteur Cirrus (en) Hermes, 28 construits.
- Desoutter Mk.Sports II Coupé - version mise à jour du Mk. nouveau moteur inversé avec le moteur, gouvernail vertical et pare-brise redessinés, 13 construits.

## Opérateurs civils
Argentine
 Australie
 Belgique
 Canada
 DanemarkDanish airliner Det Danske Luftfarssselskab (DDL; 1932-1934; OY-DOD)
 Pays-BasIndes orientales néerlandaises
 Irlande
 Finlande
 Hongrie
 Inde
 Nouvelle-Zélande
 Afrique du Sud
 Royaume-Uni

## Opérateurs Militaires
FinlandeSuomen ilmavoimat (Desoutter II, ex OY-DOD Danois don de la Croix Rouge Danoise)
 Afrique du SudSouth African Air Force (F.K.41)
 Royaume-UniRoyal Air Force (Desoutter I and II)

## Conservation
Trois des 41 avions survivent:
- G-AAPZ Desoutter I pilotable géré par la Shuttleworth Collection (en), Old Warden, en Angleterre.
- VH-UEE exposé au Musée de la Reine Victoria à Launceston, en Australie.
- VH-EPU Desoutter II pilotable appartient à l'Australian National Aviation Museum à Melbourne en Australie

### Aéronefs comparables
- De Havilland DH.80A Puss Moth
- PWS-52 (en)